# Trieces texanus
Trieces texanus là một loài tò vò trong họ Ichneumonidae.